# Monthermé
Monthermé är en kommun i departementet Ardennes i regionen Grand Est (tidigare regionen Champagne-Ardenne) i nordöstra Frankrike. Kommunen ligger  i kantonen Monthermé som ligger i arrondissementet Charleville-Mézières. År 2022 hade Monthermé 2 155 invånare.

## Befolkningsutveckling
Antalet invånare i kommunen Monthermé
Referens: INSEE

## Galleri

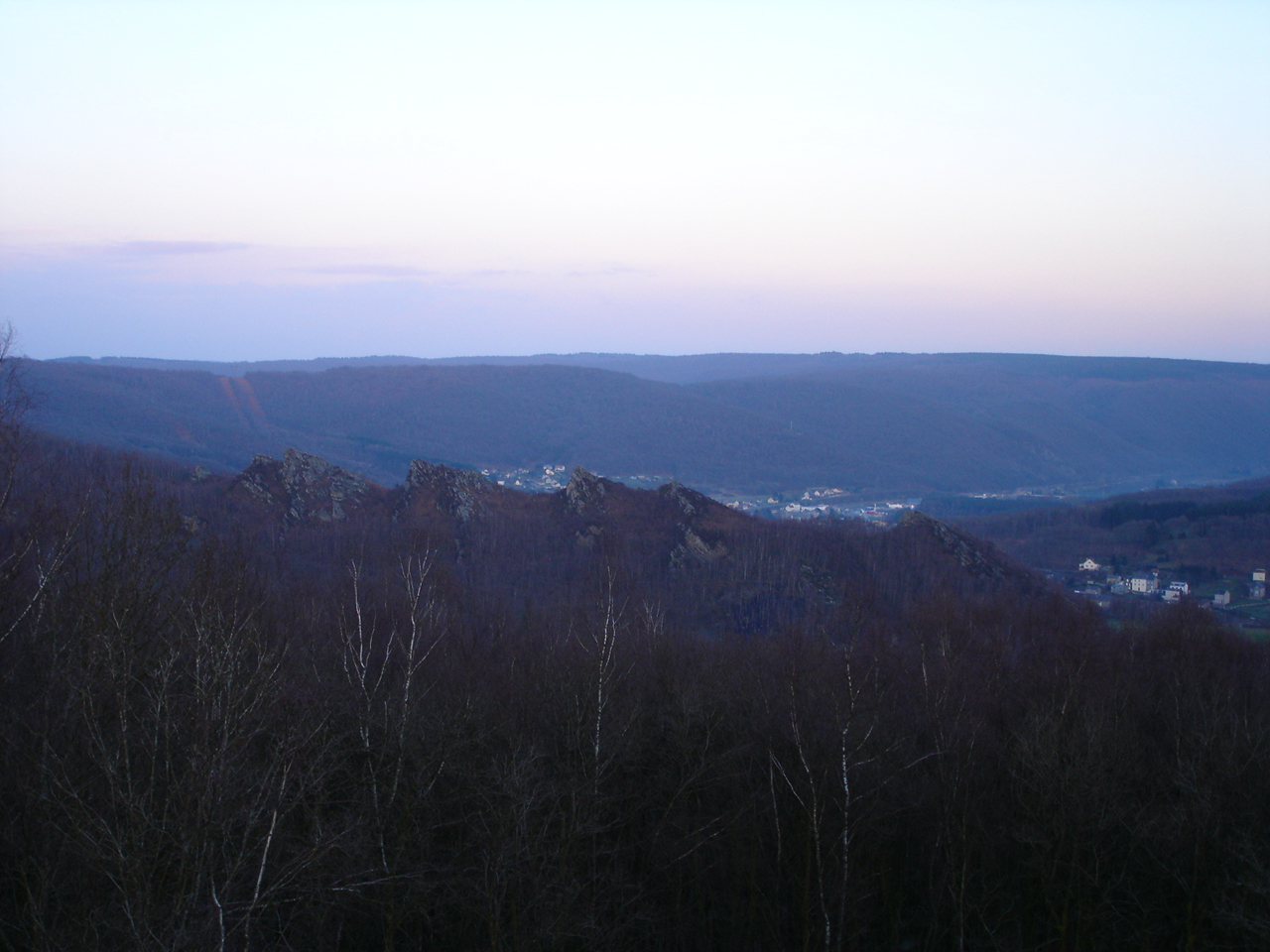
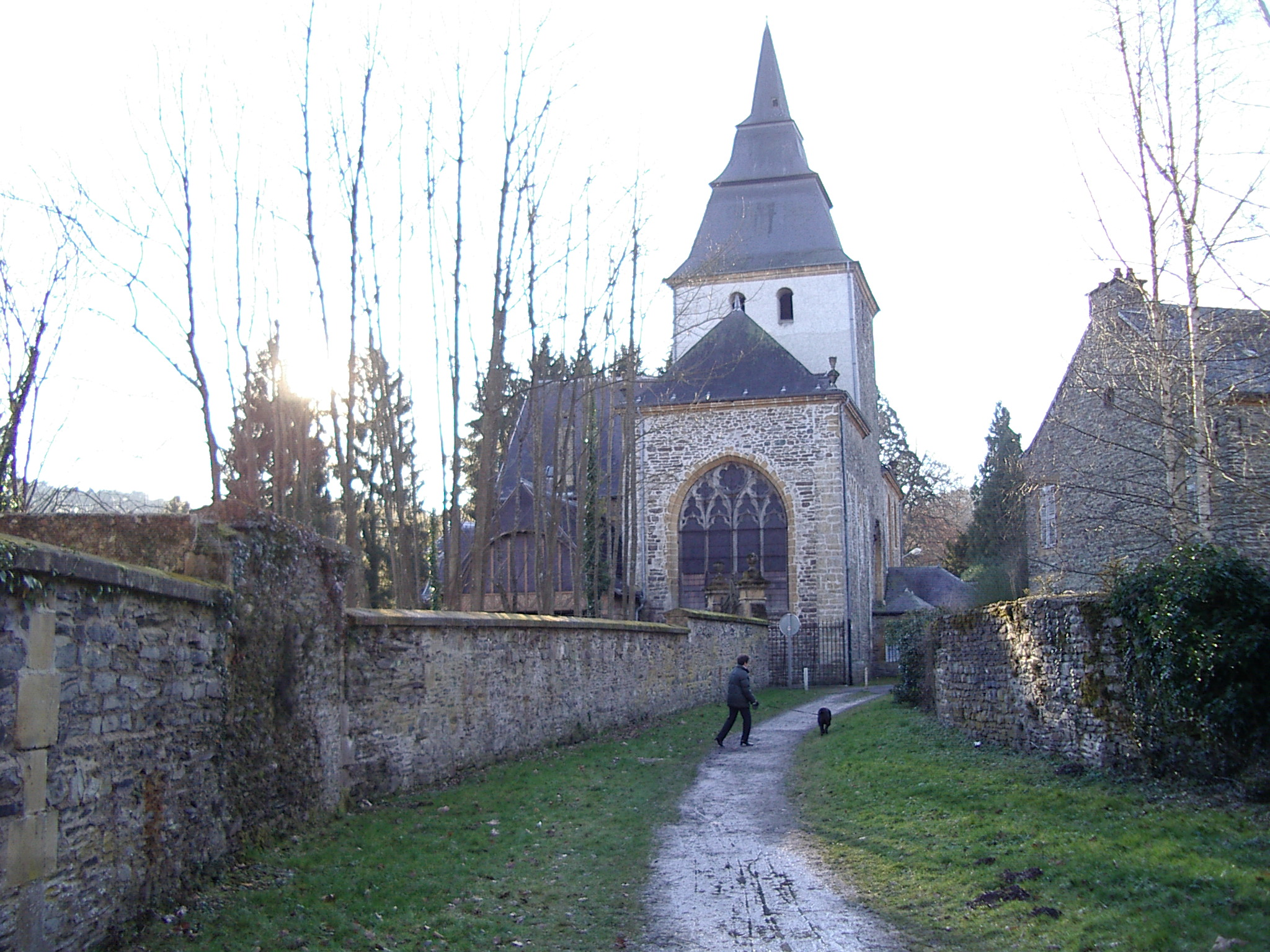
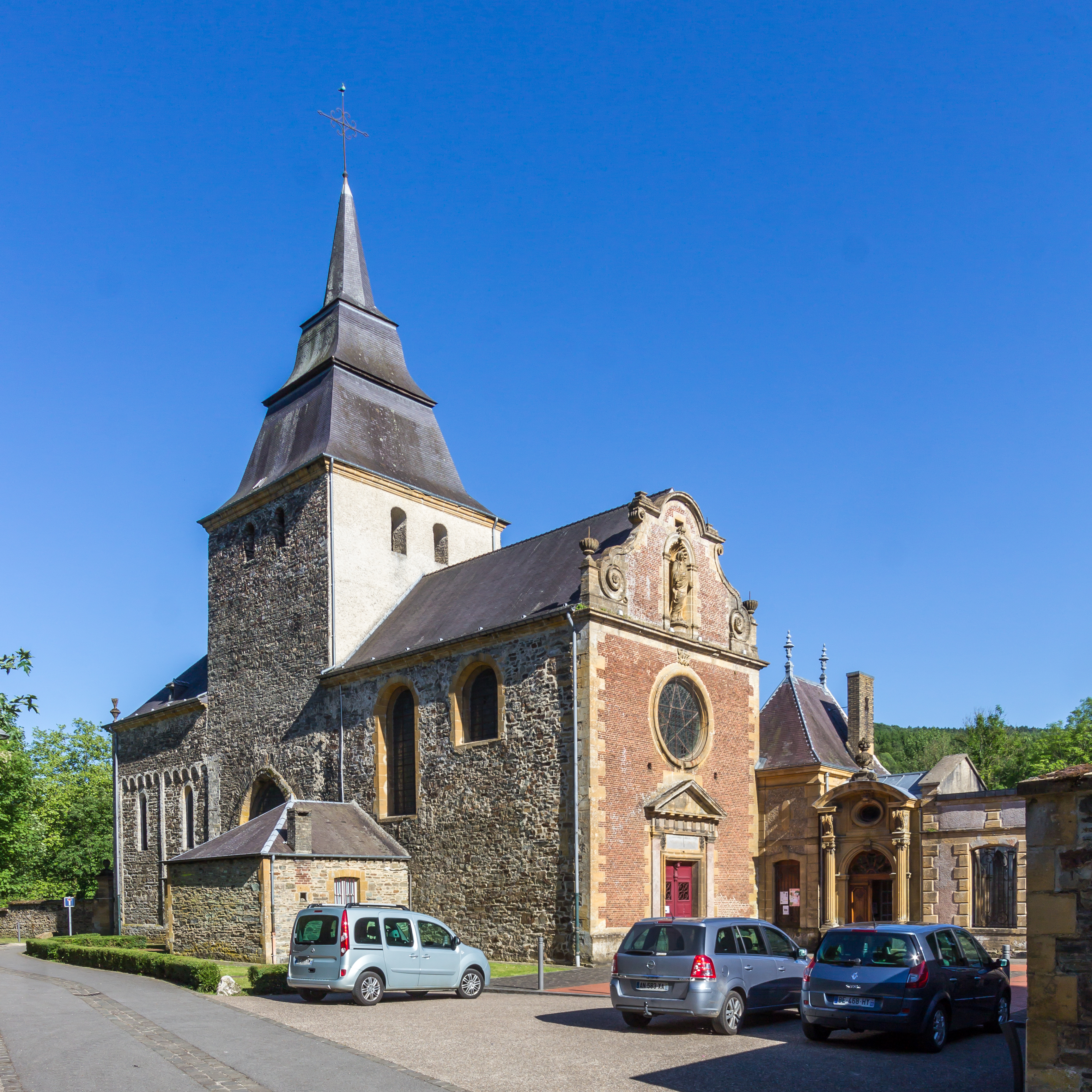
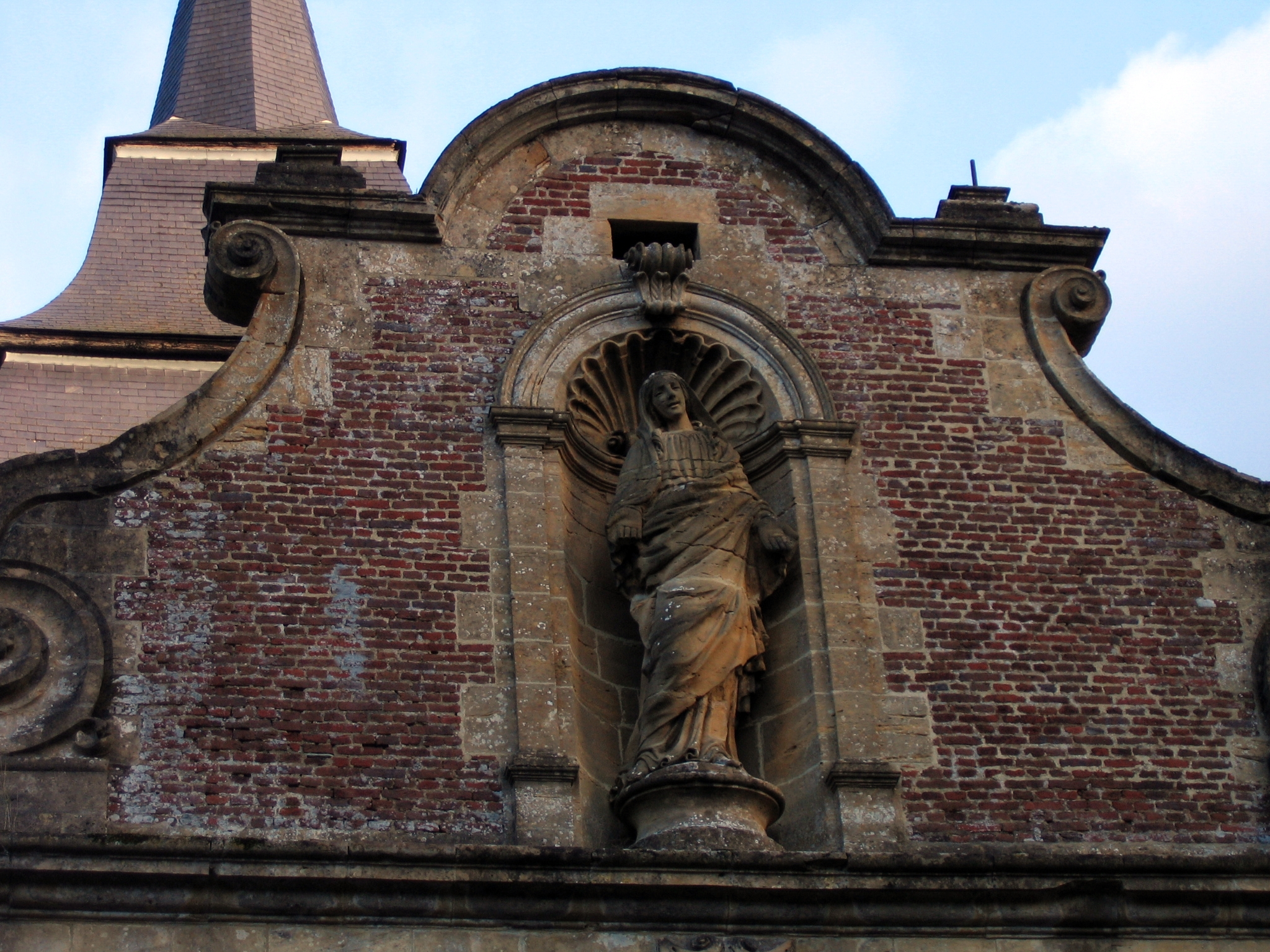
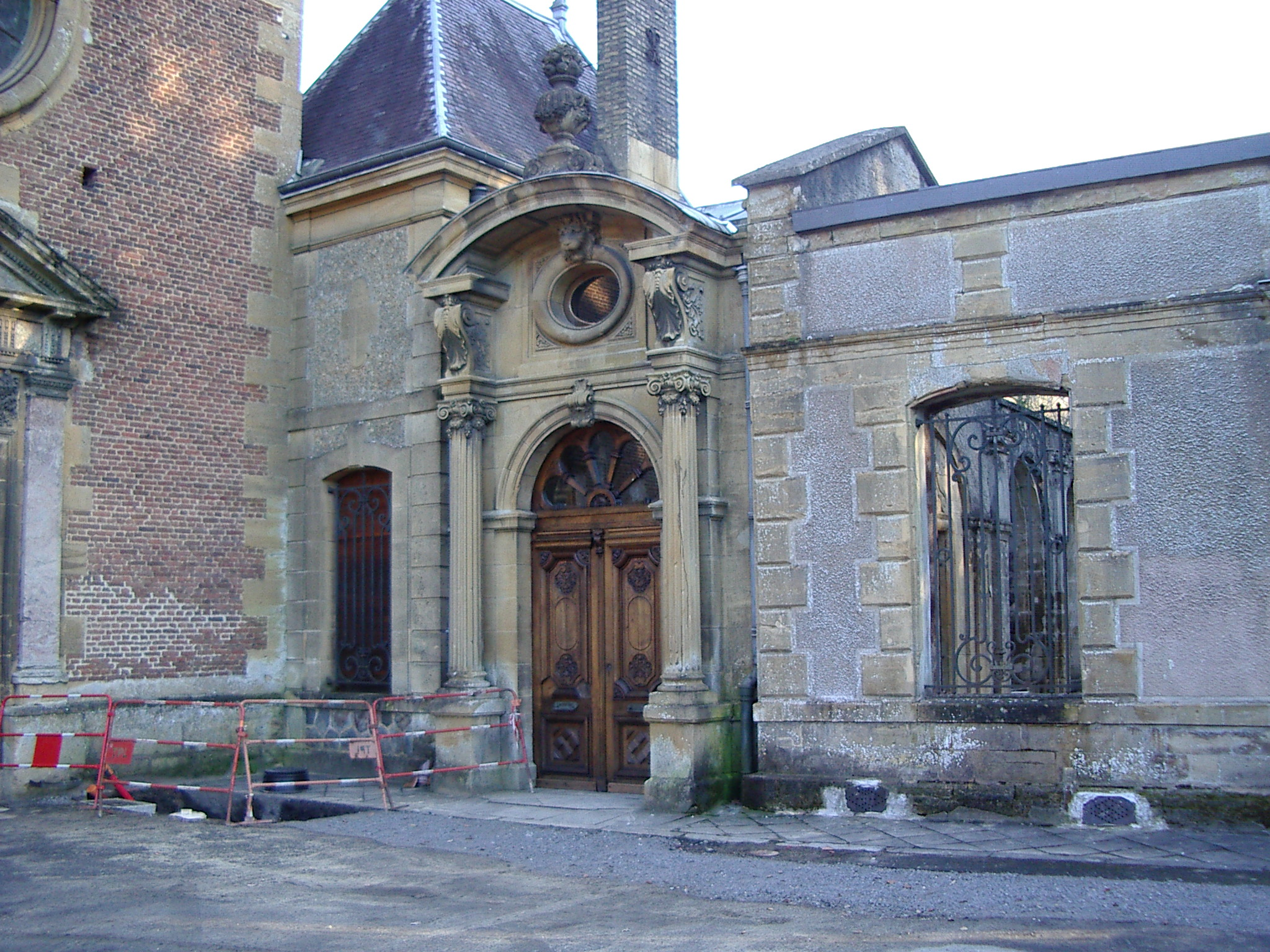
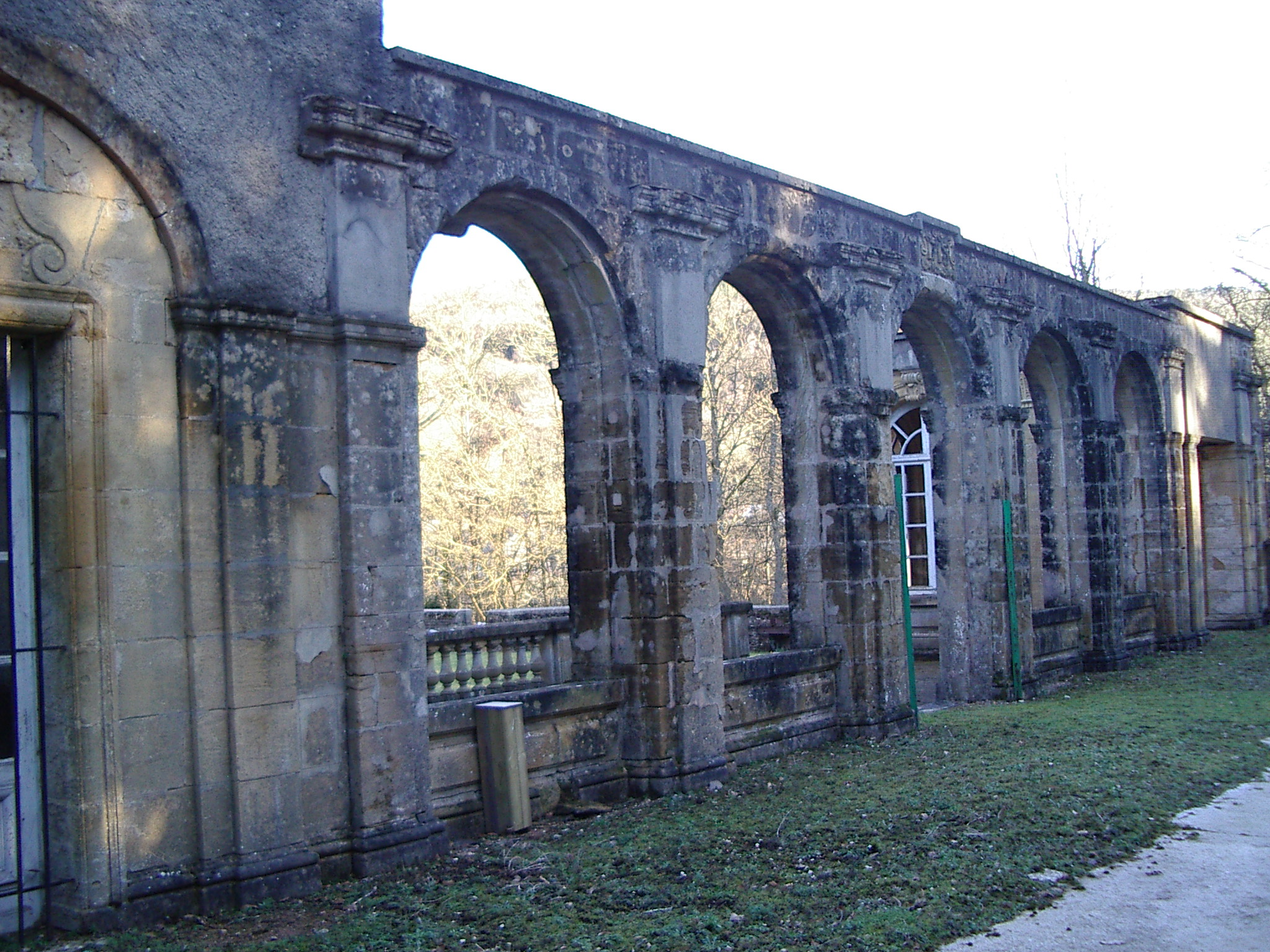